# Антилеј
Антилеј је у грчкој митологији био учесник у тројанском рату.

## Митологија
Био је Ортиксов син и Лаодамијин муж. Био је међу јунацима сакривеним у тројанском коњу. Када је Хелена крај дрвеног коња подражавала гласове жена јунака који су били унутра и дозивала их по имену, Антилеј само што није проговорио. Одисеј му је запушио уста руком, а према неким наводима тиме и ускратио дисање, те се Антилеј угушио.